# Hochemmingen
Hochemmingen est une localité de la ville allemande de Bad Dürrheim dans l'Arrondissement de Forêt-Noire-Baar, située sur le plateau de la Baar.

## Géographie
Hochemmingen est limitrophe de Bad Dürrheim, Villingen-Schwenningen, Tuningen et Sunthausen.

## Commune
Le 1er janvier 1972 la commune de Hochemmingen a fusionné avec la commune de Bad Dürrheim, à la suite de l'acceptation du projet par les conseils municipaux des deux communes.
Le village de Hochemmingen abrite une église à l'architecture baroque dédiée à Saint Pierre et Saint Paul.